# Падна
Падна — деревня в муниципалитете Пиран в Приморье Словении. Впервые упоминается в источниках, датируемых 1186 годом.

## Название
Падна была засвидетельствована в письменных источниках в 1384 году как урес Падхенам Муглари, а также Падена и Падина. Эти транскрипции указывают на то, что первоначальное название поселения было Падина, образованное от нарицательного существительного * padina «крутой склон», отражающего местную географию.

## Церкви
Поместная церковь посвящена святому Власию. Еще одна небольшая церковь над поселением посвящена святому Савва.

## Художественная галерея
В деревне есть картинная галерея с постоянной экспозицией работ словенского художника Божидара Якаца, некоторое время проживавшего в деревне.